# Negotino (Vraptchichté)
Negotino (en macédonien Неготино ; en albanais Gallata) est un village du nord-ouest de la Macédoine du Nord, situé dans la municipalité de Vraptchichté. Le village comptait 3673 habitants en 2002. Il est majoritairement albanais.

## Démographie
Lors du recensement de 2002, le village comptait :
- Albanais : 3659
- Turcs : 1
- Serbes : 1
- Bosniaques : 1
- Autres : 11